# Buddy Rich
Bernard Buddy Rich (Brooklyn, 30 de setembre de 1917 – Los Angeles, 2 d'abril de 1987) fou un bateria de jazz. Va començar la seva carrera artística en espectacles de vodevil. Va exercir de cantant i de ballarí de claqué. De formació autodidacta, fou aclamat pel seu virtuosisme i agilitat. Va tocar amb artistes com Count Basie, Artie Shaw, Harry James, Dizzy Gillespie, Benny Goodman o Tommy Dorsey, entre d'altres, i més tard va formar el seu propi grup. El 1966 fou inscrit al Llibre Guinness de récords com el músic d'orquestra millor pagat del món. Va morir als 69 anys a l'hospital de la universitat de Los Angeles.